# گودزیلا (فیلم ۱۹۹۸)
گودزیلا (به انگلیسی: Godzilla) یک فیلم هیولایی آمریکایی محصول سال ۱۹۹۸ به کارگردانی و نویسندگی رولاند امریش است. این بیست و سومین فیلم در این مجموعه و اولین فیلم گودزیلا است که به‌طور کامل توسط یک استودیوی هالیوودی تولید شده است. این فیلم به تومویوکی تاناکا، خالق و تهیه‌کننده فیلم‌های مختلف گودزیلا، که در آوریل ۱۹۹۷ درگذشت، تقدیم شد. در این فیلم، مقامات به تحقیق و مبارزه با هیولای غول پیکری می‌پردازند که به شهر نیویورک مهاجرت می‌کند تا بچه‌هایش را لانه کند.
در اکتبر ۱۹۹۲، کمپانی ترایستار پیکچرز اعلام کرد که قصد دارد سه‌گانه‌ای از فیلم‌های گودزیلا را تولید کند. در می ۱۹۹۳، تد الیوت و تری روسیو برای نوشتن فیلمنامه استخدام شدند. در جولای ۱۹۹۴، یان ده بونت به عنوان کارگردان معرفی شد. ده بونت در دسامبر ۱۹۹۴ به دلیل اختلافات بودجه پروژه را ترک کرد و امریش در می ۱۹۹۶ برای کارگردانی و نوشتن فیلمنامه جدید با تهیه‌کننده دین دولین استخدام شد. فیلمبرداری اصلی در می ۱۹۹۷ آغاز شد و در سپتامبر ۱۹۹۷ به پایان رسید. گودزیلا در ۲۰ می ۱۹۹۸ در سینما اکران شد و نقدهای منفی دریافت کرد و ۳۷۹ میلیون دلار در سراسر جهان در مقابل بودجه تولید بین ۱۳۰ تا ۱۵۰ میلیون دلار و هزینه بازاریابی ۸۰ میلیون دلاری فروخت. با وجود تبدیل به سود، آن را به عنوان یک ناامید کننده باکس آفیس در نظر گرفته شد. دنباله‌های برنامه‌ریزی شده لغو شدند و به جای آن یک سریال انیمیشن تولید شد.

## خلاصه داستان
ارتش فرانسه با آزمایش‌های اتمی خود زمینهٔ تغییر ژنتیکی در بعضی از موجودات را فراهم کرده است و موجودی به نام گودزیلا، که شبیه سوسمار و بسیار غول‌آساست، به وجود آمده است. ارتش آمریکا برای مقابله با آن، زیست‌شناسی به نام دکتر نیکو تاتوپلیس (متیو برودریک) را استخدام می‌کند. نیکو، به دلیل لو رفتن اطلاعات سرّی، اخراج می‌شود. نیروهای ارتش فرانسه به کمک نیکو می‌آیند و به کمک رئیس این نیروهای فرانسوی، که فیلیپ روشه (ژان رنو) نام دارد، به مقابله با این مشکل می‌پردازند.

## بازیگران
- متیو برودریک
- ژان رنو
- ماریا پیتلو
- هانک آزاریا
- کوین دان
- مایکل لانر
- هری شیرر
- آرابلا فیلد
- ویکی لوئیس
- داگ سونت
- مالکوم دانره
- رالف مانزا
- گلن مورشور
- کریس الیس
- ریچارد گنت
- کلاید کوساتسو
- فرانک ولکر
- لی ویور